# Monocle
Monocle, il cui vero nome è Jonathan Cheval, è un personaggio dei fumetti DC Comics. È un supercriminale avversario di Hawkman della Golden Age. Comparve per la prima volta in Flash Comics n. 64 (aprile-maggio 1945): The Man with the Magic Monocles.

## Biografia del personaggio
Jonathan Cheval è un onesto uomo d'affari nel campo dell'ottica; tuttavia, a causa dei piani di un criminale perse il suo esercizio. Determinato a vendicarsi sulla persona che lo ingannò, Cheval inventò un numero di monocoli che potevano emettere raggi energetici. Venne infine catturato da Hawkman (Carter Hall).
Decenni più tardi, dopo essere uscito di prigione, venne invitato da Ultra-Humanite a fare parte della sua Società segreta dei supercriminali che si batté contro Hawkman e al resto della Justice Society of America e alla Justice League of America. Lui, insieme ai suoi compagni, vennero sconfitti e banditi nel limbo inter-dimensionale finché l'Ultra del 1942 non contattò il suo sé del futuro, consigliandogli l'aiuto di alcuni criminali presenti nel limbo. Monocle risiedette brevemente ancora una volta nel 1942 finché lui e i suoi alleati non furono nuovamente sconfitti, questa volta per mano della All-Star Squadron.
Monocle si unì ad una nuova versione della Società Segreta in JLA-80 Page Giant n. 1 (1998), ma giudicando dalla fine della storia, l'intera avventura è una grande narrazione raccontata da altri due super criminali, Sonar (DC Comics)|Sonar II e Rainbow Rider.
Monocle comparve al fianco di Merlyn e altri super criminali e ai membri della ex Suicide Squad nella miniserie Crisi d'Identità (2004). Anche se la sua comparsa in Crisi d'Identità avrebbe dovuto inserirlo nella parte più importante della storia, venne ucciso più recentemente dalla Manhunter Kate Spencer in Manhunter n. 9 (giugno 2005).
In Blackest Night n. 1 si scoprì che i resti di Monocle vennero raccolti dalla Justice League, insieme ai resti di altri supercriminali deceduti, dopo che Nightwing scoprì un furto di tombe su larga scala.

## Poteri e abilità
Monocle creò un numero di monocoli speciali che emettevano diversi tipi di raggi e laser. Per esempio, uno di questi lanciava un raggio distruttivo, un altro emetteva un raggio laser in grado di tagliare qualsiasi cosa, e un altro ancora che emetteva un raggio talmente intenso capace di accecare un avversario. I monocoli potevano funzionare sia quando erano in mano a Monocle che remotamente, anche se Monocle tendeva ad utilizzarli solitamente quando li indossava.

## Altri media

### Animazione
Monocle ebbe un cameo nel film animato Justice League: The New Frontier. Lo si vede alla fine, durante il famoso discorso di John Kennedy.

### Televisione
In Justice League Unlimited, Monocle fu visto come una delle ultime reclute della Società Segreta. Comparve negli episodi Il sopravvissuto e Il richiamo dell'aldilà, ma senza battute. Si alleò con Gorilla Grodd contro Lex Luthor durante il combattimento tra i vari membri della Società.